# 每个人都是英雄
「每个人都是英雄」（日语：みんながみんな英雄）是AI於2016年1月5日发售的數位音樂下載单曲。

## 概述
樂曲的旋律取自19世紀初的美國民謠「稻草裏的火雞」（Turkey in the Straw）。最先於2016年隨流動電話商au播出的「三太郎系列」電視廣告中的「每個人都是英雄」篇播放，同年1月5日起於au的數位音樂下載服务平台「utapass」（うたパス）及「LISMO Store」中首先推出；1月18日开始於iTunes、RecoChoku等其他數位音樂下載商店贩售。並在iTunes和RecoChoku等10個音乐下载網站中取得了初入榜便排名第1的成绩。
最初版本的總長度只有100秒，是專為廣告製作之用。後來因大受歡迎，繼而創作了完整版本。完整版於2月19日首先於「utapass」及「LISMO Store」中首先發行，2月26日開始在其他數位音樂下載服务平台販售，並在同一日於朝日电视台的「Music Station」中首次作电视播出。
及後因收到了不少意見，希望能將歌曲收錄於CD內，故在2015年11月發售的精選專輯「THE BEST」的基礎下，於2016年5月再發行了「THE BEST (DELUXE EDITION)」中加插了包括這曲在內的4首歌。本曲亦是AI於2015年8月誕下女兒後的首個錄音。

### 翻唱
2017年4月1日，au為配合愚人節而推行了特別企畫，推出了限定販賣的惡搞版「每個人都是大家的英語」（みんながみんな英語），並由美日混血兒 Marina Aicholtz（マリナ・アイコルツ，藝名為 AICHOLTZ）擔任演唱，全曲以日式英語發音唱出。此曲只限於2017年4月1日至7日在特設的網頁下公開發放。

## 曲目

### CD
1. 每个人都是英雄
  - 作詞：篠原誠 作曲：美国民谣歌曲 [5]